# Douglas DC-2
O Douglas DC-2 é um avião a pistão com capacidade para quatorze passageiros, fabricado pela Douglas Aircraft Company. O primeiro modelo foi produzido em 1934.
Sua versão ampliada, o DC-3, fabricado em 1936, tornou-se um sucesso de vendas. O Dc-2 também teve uma versão de bombardeio que foi utilizada na segunda guerra mundial: o B-18A Bolo.

## Operadores
Legenda: ♠ = operadores originais da aeronave

### Operadores Civis
Alemanhasta
- Deutsche Lufthansa ♠

 Austrália
- Australian National Airways
- Holymans Airways ♠

 Brasil
- Aerovias Brasil
- Aerovias Minas Gerais
- Serviços Aéreos Cruzeiro do Sul
- Panair do Brasil

 Colômbia
- SCADTA renomeada para Avianca
- UMCA Uraba Medellin Centra Airways ♠

 Espanha
- Líneas Aéreas Postales Españolas ♠

 Estados Unidos
- American Airlines ♠
- Braniff Airways
- Delta Air Lines
- Eastern Air Lines ♠
- General Air Lines ♠
- Mercer Airlines ♠
- Pan American Airways ♠
- Pan American-Grace Airways (Panagra) ♠
- Transcontinental & Western Air (TWA)

 Finlândia
- Aero O/Y

 Honduras
- SAHSA

 Índias Orientais Neerlandesas
- KNILM (Royal Netherlands Indian Airways) ♠

 Reino da Itália
- Avio Linee Italiane ♠

 Japão
- Great Northern Airways ♠
- Japan Air Transport
- Imperial Japanese Airways

 Manchukuo
- Manchurian Airlines

 México
- Mexicana de Aviación

 Países Baixos
- KLM ♠

 Polónia
- LOT Polish Airlines ♠

 Suíça 
- Swissair ♠

 Uruguai
- PLUNA

### Operadores Militares
Argentina
- Argentine Naval Aviation - 5 (+1) DC-2 ex civilian Venezuelan[1]

 Austrália
- Royal Australian Air Force - Ten aircraft were in service with the RAAF from 1940 to 1946.
  - No. 8 Squadron RAAF
  - No. 36 Squadron RAAF
  - Parachute Training School RAAF
  - Wireless Air Gunners School RAAF

 Áustria
- Austrian Government

 Finlândia
- Finnish Air Force Donated by the Swedish military during the Winter War (1939-1940) which flew a bombing mission based on Tampere on 22 February 1940

 França
- French government

 Alemanha
- Luftwaffe

 Reino da Itália
- Regia Aeronautica 2 aircraft[2]

 Japão
- Imperial Japanese Army Air Service - A single example of the DC-2 was impressed by the Imperial Japanese Army.[3]

 Espanha
- Spanish Republican Air Force took over the DC-2s from LAPE inventory.[4]

 Reino Unido
- Royal Air Force

 Estados Unidos
- United States Army Air Corps ♠
- United States Army Air Forces
- United States Marine Corps ♠
- United States Navy ♠